# Mesothen catherina
Mesothen catherina là một loài bướm đêm thuộc phân họ Arctiinae, họ Erebidae.